# Esmé Estuardo (1649-1660)
Esmé Estuardo, segundo Duque de Richmond, quinto duque de Lennox (2 de noviembre de 1649 - París, 10 de agosto de 1660), fue el hijo infantil y heredero de James Stewart, 1r duque de Richmond, cuarto duque de Lennox (1612-1655), de Cobham Hall de Kent, con su esposa Mary Villiers (1622-1685), única hija de George Villiers, primer duque de Buckingham.
Su padre, que había sido un fiel partidario del rey Carlos I durante la Guerra Civil, murió en 1655, y Esmé y su madre se exiliaron en Francia. Murió de viruela en 1660, a los 10 años, en París, cuando sus títulos pasaron a su primo hermano Carlos Estuardo, tercer duque de Richmond, sexto duque de Lennox (1638-1672).

## Monumento
Fue enterrado el 4 de septiembre de 1660 en la Abadía de Westminster, en la Bóveda de Richmond en la Capilla de Enrique VII (ese rey había sido anteriormente Condé de Richmond encima de la cual sobrevive su sencillo monumento que comprende un conjunto de obelisco negro contra una pared y de pie sobre cuatro pequeños cráneos, coronados por una urna que contiene su corazón. En el pedestal hay una corona ducal incisa y las letras "ES RL" (para Esme Stuart, Richmond, Lennox). La inscripción en latín se puede traducir como:

Sagrado para su memoria. En esta urna se encierra el corazón, mientras que abajo descansa el cuerpo del más ilustre duque, Esmé Estuardo. Hágale saber al que busca su filiación que heredó de su padre James, primero duque de Lennox y luego de Richmond y Lennox, el mismo título y rango, mientras que de su madre Mary, única hija de George, duque de Buckingham, obtuvo su vida y espíritu, que luego exhaló en París a los 11 años de edad el 14 (sic, debería ser 10) día del mes de agosto, en el año de la salvación del hombre 1660.